# Сотрясение
Сотрясе́ние (лат. commotio — сотрясение, взбалтывание) — закрытое механическое повреждение отдельных органов и тканей или всего организма, характеризующееся нарушением их функций без грубых морфологических изменений.
Степень сотрясения зависит от силы механического воздействия на ткани, массы поврежденного органа, содержания в нём жидкости и воздуха, эластичности и упругости тканей, степени их однородности (гомогенность).

## Этиология и патогенез
Сотрясение возможно при взрыве от действия ударной взрывной воздушной или водяной волны и при падении с высоты. Локальное сотрясение тканей наблюдается при ранениях (особенно огнестрельных) с образованием при этом зоны коммоции.
Обычно возникает в результате удара тупым предметом или при падении.
При сотрясении возникает спазм мелких сосудов, который в последующем сменяется их паретическим расширением. Микроскопически выявляются стаз крови в сосудах, мелкоочаговые кровоизлияние, межочаговые некрозы в тканях. Подобные изменения при общем сотрясении встречаются в серозных оболочках, мышцах, суставных сумках, костях, нервных стволах, почках, легких, сердце и др.
Чем менее дифференцированы ткани, тем меньше заметны клинические проявления сотрясения. Нарушения, вызванные сотрясением, непродолжительны и не оставляют после себя выраженных и стойких изменений.

## Клиническая картина
Клиническая картина общего сотрясения организма напоминает шок. При этом отмечаются снижение АД, тахикардия или брадиаритмия, головные боли и головокружение, общая слабость, адинамия, быстро проходящие парезы конечностей, стойкие невриты, ноющие боли в костях и суставах, понижение зрения и слуха вплоть до глухонемоты различной продолжительности, нарушение сна, дисфункция желудочно-кишечного тракта, задержка мочеиспускания, микро- и макрогематурия, изменения ЭКГ (нарушение проводимости и ритма, блокады, ишемия миокарда).
Иногда тяжелое сотрясение организма заканчивается мгновенной смертью от рефлекторного паралича дыхательного и сосудодвигательного центров.
При местном сотрясении органов брюшной полости нередко возникают симптомы острого живота. Сотрясение органов брюшной полости при взрывной волне может сопровождаться кровоизлияниями в брыжейку кишечника и забрюшинное пространство, а иногда и разрывом толстой кишки.
Сотрясению периферических нервов сопутствуют чувствительные и двигательные нарушения в области, иннервируемой пораженными нервами, по типу неврита.

## Диагностика и лечение
Диагностику сотрясения дает анамнез (характер травмы), клинических данных и результатах специальных методов обследования: лапароскопии, обзорной рентгенографии, внутривенной урографии, эхоэнцефалографии, селективной ангиографии, ультразвуковой эхолокации и др.
Основным в лечении является создание покоя и проведение мероприятий, направленных на устранение развившихся функциональных нарушений или их профилактику. При общем сотрясении в полном объеме проводиться противошоковая терапия.